# Alfredo Obviar
Alfredo María Obviar y Aranda (Lipa, 29 août 1889 - Lucena, 1er octobre 1978) est un prélat catholique philippin, premier évêque de Lucena, et fondateur des sœurs missionnaires catéchistes de Sainte Thérèse de l'Enfant Jésus. Il est reconnu vénérable par l'Église catholique.

## Biographie
Alfredo Obviar est ordonné prêtre le 15 mars 1919. D'abord curé à Malvar, il y est notamment doué pour l'enseignement du catéchisme. Nommé ensuite à Lipa, là encore il instruit les jeunes et les adultes à la foi chrétienne avec succès, et crée plusieurs centres de catéchèse. 
Il servait en même temps comme aumônier des carmélites de Lipa, au moment où l'une d'elles aurait eu des apparitions de la Vierge. 
En 1944, il est nommé évêque auxiliaire de Lipa, où il fait de l'enseignement chrétien des populations rurales sa priorité. En 1951, il est choisi par le pape Pie XII pour devenir l'évêque du nouveau diocèse de Lucena. Composé au départ que d'une trentaine de prêtres, sous son impulsion le clergé local va se développer, avec plus de cent nouveaux prêtres en 20 ans. Mgr Obviar créa un séminaire et un centre d'études en théologie. Pour être aidé dans son œuvre d'évangélisation de la population, surtout les ruraux et les pauvres, Mgr Obviar crée en 1958 la Congrégation des Missionnaires catéchistes de Sainte Thérèse de l'Enfant-Jésus.

## Béatification
Une enquête préliminaire pour la cause de béatification d'Alfredo Obviar s'ouvre en 2004 au sein du diocèse de Lucena. L'enquête diocésaine se clôture en 2007, et transmise au Saint-Siège pour y être étudiée par la Congrégation pour les causes des saints. 
Le 7 novembre 2018, le pape François reconnaît les vertus héroïques d'Alfredo Obviar, lui attribuant ainsi le titre de vénérable.